# Médaille Leibniz
La médaille Leibniz est un prix créé en janvier 1906 par l'Académie royale des sciences de Prusse pour honorer des mérites particuliers pour la promotion des tâches de l'Académie. Depuis 1907, l'attribution de cette distinction a lieu chaque année durant le jour de Leibniz (1er juillet), date anniversaire du fondateur de l'Académie, Gottfried Wilhelm Leibniz, dans deux catégories – médaille Leibniz d'or (ou de fer) et médaille d'argent. La médaille Leibniz a été décernée par l'Académie royale des sciences de Prusse (devenue plus tard Académie des sciences de Prusse), depuis 1946 par l'Académie allemande des sciences à Berlin (devenue plus tard l'Académie des sciences de la RDA) et depuis 1994 par l'Académie des sciences de Berlin-Brandebourg. Conformément au règlement du 16 décembre 1994, le prix est décerné chaque année à des individus ou à des groupes « en reconnaissance de leurs mérites dans la promotion de la science » et « en reconnaissance des réalisations scientifiques de personnes ou de groupes de personnes extérieures à leur profession ».

## Récipiendaires

### Médaille Leibniz d'or (ou de fer) (1907-1944)
- 1907: James Simon (Berlin)
- 1909: Ernest Solvay (Brüssel), Henry Theodore von Böttinger (de) (Elberfeld)
- 1910: Joseph Florimond Loubat (Paris)
- 1911: Hans Meyer (Leipzig)
- 1912: Elise Koenigs (de) (Berlin)
- 1913: Georg Schweinfurth (Berlin)
- 1916: Otto von Schjerning (de) (Berlin)
- 1917: Leopold Koppel (en) (Berlin)
- 1918: Rudolf Havenstein (Berlin)
- 1919: Heinrich Schnee (Berlin), Carl Dorno (de) (Davos)
- 1923: Karl Siegismund (Berlin)
- 1924: Franz von Mendelssohn (Berlin)
- 1927: Fritz Spieß (Berlin/Hamburg)
- 1928: Bruno Güterbock (de) (Berlin)
- 1929: Hans Bredow (de) (Berlin)
- 1930: Hajime Hoshi (Tokio)
- 1931: Gustav Oberlaender (de) (Reading)
- 1932: Hugo Eckener (Friedrichshafen)
- 1934: Reinhard Dohrn (de) (Neapel), Karl Kerkhof (Berlin)
- 1936: Heinrich Lotz (de) (Berlin)
- 1937: Alfred von Wegerer (Berlin)
- 1938: August Pfeffer (Berlin), Hans Merensky (de) (Johannisburg)
- 1939: Gustavo Cordeiro Ramos (Lissabon)
- 1940: Albert Vögler (Dortmund-Hoerde)
- 1941: Heinrich Hunke (de) (Berlin)
- 1942: Carl Krauch (Berlin)
- 1943: Ernst Vollert (de) (Berlin)
- 1944: Leopold Klotz (Leipzig), Friedrich-Ernst Kilian (Berlin)

### Médaille d'argent Leibniz (1907-1944)
- 1907: Carl Alexander von Martius (de) (Berlin), Adolf Friedrich Lindemann (de) (Sidmouth, England)
- 1910: Johannes Bolte (Berlin), Albert von Le Coq (Berlin), Johannes Ilberg (en) (Leipzig), Max Wellmann (de) (Potsdam), Robert Koldewey (Babylon/Berlin), Gerhard Hessenberg (Breslau/Tübingen), Karl Zeumer (Berlin)
- 1911: Werner Janensch (Berlin), Hans Osten (de) (Leipzig), Georg Wenker (Marburg)
- 1912: Robert Davidsohn (de) (München/Florenz), Norman de Garis Davies (Kairo), Edwin Hennig (Tübingen), Hugo Rabe (de) (Hannover)
- 1913: Josef Emanuel Hibsch (de) (Tetschen), Karl Richter (Berlin), Hans Witte (de) (Neustrelitz), Georg Wolff (de) (Frankfurt a. M.)
- 1914: Walter Andrae (Assur/Berlin), Erwin Schramm (Dresden/Bautzen), Richard Irvine Best (Dublin)
- 1915: Otto Baschin (de) (Berlin), Albert Fleck (Berlin), Julius Hirschberg (en) (Berlin), Hugo Magnus (de) (Berlin)
- 1919: Ernst Debes (de) (Leipzig), Carl Dorno (de) (Davos), Johannes Kirchner (de) (Berlin), Edmund von Lippmann (Halle a. S.), Friedrich Freiherr von Schrötter (de) (Berlin), Otto Wolff (Berlin)
- 1922: Otto Pniower (de) (Berlin), Karl Steinbrinck (Lippstadt), Ernst Vollert (de) (Berlin)
- 1923: Max Blanckenhorn (de) (Marburg/Lahn), Albert Härtung (Weimar), Richard Jecht (de) (Görlitz)
- 1924: Hermann Ambronn (en) (Jena), Lise Meitner (Berlin), Georg Wislicenus (Berlin)
- 1925: Karl Roehl (Mosau bei Züllichau/Königswinter a. Rh.), Werner Kolhörster (Berlin), Hans von Ramsay (de) (Berlin)
- 1926: Walter Lenel (Heidelberg), Hugo Ibscher (de) (Berlin), Hugo Seemann (Freiburg i. Br.)
- 1927: Gerhard Moldenhauer (de) (Madrid), Cuno Hoffmeister (Sonneberg), Heinrich Klebahn (en) (Hamburg)
- 1928: Arnold Berliner (Berlin), Albert Leitzmann (de) (Jena)
- 1929: Richard Finsterwalder (de) (München/Hannover), Paul Wentzcke (Düsseldorf/Frankfurt a. M.), Johann Baptist Hofmann (de) (München), Günther Roeder (de) (Hildesheim)
- 1930: Erich Bachmann (Radebeul), Oskar Heinroth (Berlin), Hans Vollmer (de) (Schmalenbeck bei Hamburg)
- 1931: Karl Scheel (en) (Berlin), Agnes Bluhm (Berlin), Siegfried Loeschcke (Trier)
- 1932: Wilhelm Feit (de) (Berlin), Gottfried Wilhelm Hertz (München), Heinrich von Loesch (Oberstephansdorf)
- 1933: Hermann Degner (Schöneiche), Karl Wilhelm Verhoeff (Pasing), Otto Tschirch (Brandenburg/Havel), Walter Bourquin (Cedarville)
- 1934: Moritz von Rohr (en) (Jena), Ernst Weidner (Berlin-Frohnau), Robert Holsten (de) (Stettin)
- 1935: Georg Friederici (en) (Ahrensburg/Holstein), Karl Künkel (Heidelberg-Handschuhsheim), Georg Wolfram (Frankfurt a. M.)
- 1936: Ludwig Kohl-Larsen (Allensbach/Schlachters bei Lindau)
- 1937: Georg von Békésy (Budapest), Bernhard Rensch (Münster i. W.), Hermann Thorade (de) (Hamburg), Curt Jany (Berlin), Richard Wossidlo (en) (Waren i. Mecklenburg)
- 1938: Jean Peters (Berlin-Dahlem), Horst Siewert (Joachimsthal)
- 1939: Johannes Tropfke (Berlin), Wolja Erichsen (de) (Kopenhagen/Berlin), Konrad Kühne (Hamburg)
- 1940: Bernhard Schwertfeger (Hannover), Lutz Heck (Berlin), Heinrich Wachner (Kronstadt)
- 1941: Max Knoll, Ernst Ruska, Bodo von Borries, Ernst Brüche, Hans Boersch (de), Hans Mahl (de) und Manfred von Ardenne (alle Berlin), Ernst Rackow (Brandenburg)
- 1942: Oskar Karstedt (de) (Berlin), Rudolf Odebrecht (de) (Berlin), Adolf Reissinger (München)
- 1943: Max Caspar (de) (München), Arnold Feuereisen (de) (Riga), Hans Schmauch (de) (Marienburg)
- 1944: Rudolf Fischer (de) (Berlin)

### Médaille Leibniz (1946–1990)
Liste est incomplète
- 1953: Heinrich Marzell (de)
- 1954: Werner Forßmann, Walther Löbering (de)
- 1957: Max Volk, Karl Hohmann
- 1958: Max Beyer, Rudolf Mell, Arthur Bierbach
- 1959: Otto Kippes (en), Hans Jonas, Richard Hoffmann
- 1960: Rudolph Strauß (de), Karl Riehm
- 1961: Kurt Wein (de)
- 1963: Ernst Urbahn (de) [Silber]
- 1965: Siegfried Sieber (de)
- 1966: Paul Reinhard Beierlein (de)
- 1967: Hermann Löscher (de)
- 1968: Theodor Schütze (de), Friedrich Lorenz Schmidt (de), Manfred Koch (de)
- 1970: Ernst August Lauter (de)
- 1973: Annemarie Lange
- 1974: Walter Saal (de)
- 1975: Ruth Bahls (de)
- 1976: Max Hoffmann (de)
- 1977: Conrad Grau [Silber]
- 1979: Vladimir Kovalionok, Alexandre Ivantchenkov
- 1980: Leiva Petersen (en), Diedrich Wattenberg (en)
- 1981: Karl-Joachim Rostock
- 1985: Heinz Meynhardt (de), Erhard Hirsch (de) (Halle)
- 1986: Walther Schwanecke
- 1987: Wolfgang M. Richter[1]
- 1988: Georg Piltz (de), Volkmar Hellfritzsch (de), Hans Krummrey (de)
- 1989: Fritz Bönisch (de) (Silber)
- 1990: Hartmut Bock (de) (Silber)

### Médaille Leibniz (1994 - )
- 1998: Heinrich Pfeiffer (de)(Bonn)
- 1999: Hartmut Rahn (Remagen)
- 2000: Berthold Beitz (Essen)
- 2001: Reimar Lüst (Hamburg)
- 2002: Jan Philipp Reemtsma (Hamburg)
- 2003: Wolf Lepenies (Berlin)
- 2004: Hasso Plattner (Walldorf)
- 2005: Heinrich Meier (de) (München)
- 2006: Arend Oetker (de) (Bielefeld)
- 2007: Hans-Joachim Meyer (Bonn)
- 2008: Klaus J. Jacobs (Bremen)
- 2009: Manfred Erhardt (de) (Berlin)
- 2010: Klaus Tschira (Heidelberg)
- 2011: Ernst-Ludwig Winnacker (en) (Straßburg) und Fótis Kafátos (London)
- 2012: Friede Springer (en) (Berlin)
- 2013: Paul Raabe (Wolfenbüttel), Alois M. Schader (de) (Darmstadt), Kuratorium des Fonds der Chemischen Industrie (de) (Frankfurt a. M.)
- 2015: Hans F. Zacher (en) (postum)
- 2016: Andreas Barner (de) (Ingelheim am Rhein)
- 2017: Hans-Werner Hector (de), Josephine Hector[2]
- 2018: Helga Nowotny, Walter Wübben
- 2019: Traudl Herrhausen (de)
- 2021: Mai Thi Nguyen-Kim